# Elisabeth Käsemann
Elisabeth Käsemann (Gelsenkirchen, Alemanha Ocidental, 11 de maio de 1947 – Monte Grande, Argentina, 24 de maio de 1977) foi uma socióloga da Alemanha Ocidental morta na Argentina como parte da Guerra Suja.

## Vida
Käsemann nasceu em Gelsenkirchen, filha de Margit Käsemann e do teólogo alemão Ernst Käsemann. A família se mudou com frequência em sua infância devido ao trabalho de seu pai, morando em Mainz, Göttingen e Tübingen (começando em 1959). Ela dirigiu um "grupo de estudos políticos" na Wildermuth High School, onde se formou em 1966. Ela frequentou Oxford brevemente em uma estadia de idioma antes de estudar política na Freie Universität Berlin, começando no final de 1966. Seu curso exigia que ela fizesse um semestre de treinamento prático obrigatório, que ela passou na Bolívia em 1968. Lá, ela trabalhou para a Igreja Metodista Evangélica em La Paz.
Enquanto estudava e trabalhava na Bolívia, Käsemann viajou pela América Latina e decidiu estudar economia na Universidade de Buenos Aires. Ela também trabalhou como secretária e tradutora, e começou a se envolver com grupos políticos locais ao longo de 1968 e 1969. Ela também estudou como socióloga na Universidade de Tübingen.
Na Argentina, Käsemann promoveu projetos de alfabetização ensinando em bairros pobres.
Após o golpe militar de 1976 no país, ela trabalhou para falsificar documentos para ajudar alvos políticos a escapar do país. Käsemann foi presa por seu trabalho em 9 de março de 1977, tendo sido descoberta desaparecida após não encontrar um amigo americano. Ela foi levada para o campo de tortura de El Vesubio em Monte Grande, onde foi morta em algum momento no final de maio. Seu corpo foi recuperado em 23 de maio com sinais de "tortura pesada" por choques elétricos. De acordo com uma autópsia alemã, ela foi morta "por vários tiros de bala de curta distância nas costas e no pescoço". Os líderes da junta relataram inicialmente que ela havia morrido "em um tiroteio durante um impasse com guerrilheiros terroristas".
Ela foi enterrada em Tübingen no verão de 1977.

## Consequências políticas do assassinato de Käsemann
O governo alemão enfrentou críticas por não ter conseguido garantir a libertação de Käsemann da Argentina. A Alemanha emitiu mandados para os assassinos de Käsemann em 2003.
Em 2011, o general Hector Gamen e o coronel Hugo Pascarelli, dois homens envolvidos no campo de El Vesubio e no assassinato de Käsemann, foram condenados à prisão perpétua pelos tribunais argentinos.

## Legado
O centro de educação familiar da Igreja Protestante de Gelsenkirchen foi nomeado em homenagem a Käsemann em 1993. Em 2005, após o fechamento do prédio do centro, toda a instituição educacional descentralizada foi renomeada como "Elisabeth-Käsemann-Familienbildungsstätte".
Em 2012, a Wildermuth High School estabeleceu o Prêmio Elisabeth Käsemann por excelente comprometimento social. No mesmo ano, uma rua no distrito de Lustnau, em Tübingen, também foi nomeada em homenagem a Käsemann.
A Fundação Elisabeth Käsemann foi criada em 2014 pela sobrinha de Käsemann, Dorothee Weitbrecht. A organização se concentra nas relações germano-latino-americanas e na educação em torno de regimes totalitários.